# Gestreepte haarwaterroofkever
De gestreepte haarwaterroofkever (Acilius canaliculatus) is een keversoort uit de familie waterroofkevers (Dytiscidae). De wetenschappelijke naam van de soort is voor het eerst geldig gepubliceerd in 1822 door Nicolai.